# لوک‌اسمارت
لوک‌اسمارت (انگلیسی: LookSmart) شرکت نرم‌افزار آمریکایی است، که در سال ۱۹۹۵ تأسیس شد.